# Werner Heilemann
Werner Heilemann (* 18. Mai 1925 in Hartha; † 2019) war ein hochrangiger Gewerkschafter in der DDR und war zeitweilig Mitglied des Präsidiums der Volkskammer der DDR.

## Leben
Werner Heilemann wurde als Sohn einer kommunistisch geprägten Arbeiterfamilie geboren. Nach dem Besuch der Volksschule absolvierte er von 1939 bis 1942 eine Ausbildung zum Bauschlosser. Nach der Lehre studierte Heilemann bis 1943 noch an der Fachschule für Hoch- und Tiefbau in München, bevor er 18-jährig zum Wehrdienst eingezogen wurde und an die Ostfront kam. Im Frühjahr 1945 desertierte Heilemann, indem er von einem Lazarettzug sprang, der Sachsen durchquerte.
Nach Kriegsende trat Heilemann in die KPD ein und engagierte sich in der Antifa-Jugend. Er fand eine Anstellung bei der Stadtverwaltung in seiner Heimatstadt und wurde im Herbst zum Jugendstadtrat von Hartha ernannt. Des Weiteren gehörte Heilemann zu den Gründungsmitgliedern der Volkssolidarität. Er wurde ebenso Mitglied des FDGB und fungierte zwischen 1946 und 1948 hauptamtlich als Jugendsekretär des sächsischen FDGB-Landesverbandes in Dresden. 1948 wurde Heilemann als Vertreter des FDGB in den Deutschen Volksrat entsandt. Zugleich wechselte er nach Ost-Berlin und war zunächst bis 1950 als Jugendsekretär und von 1950 bis 1952 als Abteilungsleiter der Abteilung Jugend im FDGB-Bundesvorstand tätig. Zwischen 1949 und 1955 vertrat Heilemann den FDGB auch in der FDJ, als Mitglied des Zentralrates der FDJ. Auch in der Volkskammer vertrat er von 1949 bis 1954 als Abgeordneter den FDGB.
Nach einer Schulung an der Parteihochschule Karl Marx im Jahr 1953 wurde Heilemann Mitarbeiter des Zentralkomitees der SED und dort Leiter des Sektors Gewerkschaften und Sozialpolitik. 1962 delegierte man ihn wieder nach Dresden, wo er bis 1967 das Amt des Vorsitzenden des FDGB-Bezirksvorstandes Dresden bekleidete. Gleichzeitig wurde er damit Mitglied der SED-Bezirksleitung Dresden, des Bezirkstages Dresden und des FDGB-Bundesvorstandes. 1967 delegierte ihn die Gewerkschaft zum Studium an die Gewerkschafts-Hochschule in Bernau, welches er 1968 mit dem Titel eines Diplom-Gesellschafts-Wissenschaftlers abschloss.
Nach dem Studium wechselte Heilemann wieder nach Berlin und fungierte bis 1989 als Mitglied des Präsidiums und Sekretär für Westarbeit des FDGB-Bundesvorstandes. 1981 wurde er vom FDGB erneut als Abgeordneter in die Volkskammer entsandt und vertrat bis zum November 1989 die Gewerkschaft im Präsidium der Volkskammer. Zudem bekleidete er das Amt des stellvertretenden Vorsitzenden des Ausschusses für Nationale Verteidigung. Im November 1989 wurde Heilemann im Rahmen der Wende von allen Tätigkeiten, die er im Rahmen seiner Mitgliedschaft im Bundesvorstand des FDGB ausführte, entbunden. Bis ins Jahr 1990 leitete er jedoch die Arbeitsgruppe „Innergewerkschaftliche Demokratie“ des FDGB. Nach 1990 engagierte sich Heilemann vor allem in der „Volkssolidarität“ in Berlin.

## Auszeichnungen
- Orden Banner der Arbeit, Stufe 1, 1975

## Werke
- Die Aufgaben der Gewerkschaften im Kampf gegen die Remilitarisierung. Dtl., Berlin 1951.